# Richard D. Zanuck

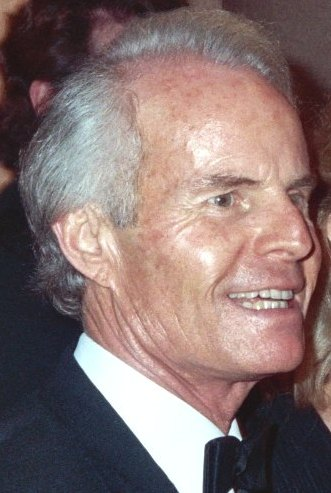
Richard D. Zanuck, 1990

Richard Darryl Zanuck (* 13. Dezember 1934 in Los Angeles, Kalifornien; † 13. Juli 2012 in Beverly Hills) war ein US-amerikanischer Filmproduzent.

## Leben
Richard D. Zanuck wurde in eine der bekanntesten Familien Hollywoods hineingeboren. Sein Vater Darryl F. Zanuck war ein erfolgreicher Produzent und Chef von 20th Century Fox, seine Mutter die Stummfilmschauspielerin Virginia Fox.
Zanuck besuchte in Los Angeles die Harvard Military School (Harvard-Westlake School) und nahm dann ein Studium an der Stanford University auf. Schon während seines Studiums arbeitete er in der Autorenabteilung von Fox. Nachdem sein Vater eine Zweigstelle von 20th Century Fox in Paris aufgebaut hatte, leitete Richard D. Zanuck als Vizepräsident die in den USA angesiedelte Abteilung der Produktionsgesellschaft.
1969 übernahm Zanuck junior die Firmenleitung. Mit David Brown als Ko-Produzenten produzierte er Spielfilme wie Der Frauenmörder von Boston mit Tony Curtis. 1973 gründete Zanuck zusammen mit David Brown die Produktionsfirma Zanuck/Brown Company, welche Filme wie Der weiße Hai und die Cocoon-Reihe produzierte. Später gründete Zanuck zusammen mit seiner dritten Ehefrau Lili Fini Zanuck die Produktionsfirma The Zanuck Company, zu deren Produktionen Nach eigenen Regeln, Planet der Affen und Außer Kontrolle gehörten.
Vor seiner Ehe mit Lili Fini Zanuck war Richard D. Zanuck von 1958 bis 1968 mit Lili Gentle und von 1969 bis 1978 mit Linda Harrison verheiratet. Aus der Ehe mit Gentle stammen die Töchter Virginia (* 1959) und Janet (* 1960), aus der Ehe mit Harrison die Söhne Harrison (* 1971) und Dean Zanuck (* 1972), die beide ebenfalls im Filmgeschäft tätig sind.
Zanuck war dreimal für den Oscar in der Kategorie Bester Film nominiert und konnte ihn 1990 zusammen mit Lili Fini Zanuck für Miss Daisy und ihr Chauffeur entgegennehmen. Zudem wurde er 1991 mit dem Irving G. Thalberg Memorial Award geehrt. Richard D. Zanuck ist ein Stern auf dem Hollywood Walk of Fame gewidmet.
Am 13. Juli 2012 verstarb er an den Folgen eines Herzinfarktes.

## Filmografie (Auswahl)
- 1959: Der Zwang zum Bösen (Compulsion)
- 1961: Geständnis einer Sünderin (Sanctuary)
- 1962: Der Chapman-Report (The Chapman Report)
- 1974: Sugarland Express
- 1974: Willie Dynamite
- 1974: Das Mädchen von Petrovka (The Girl from Petrovka)
- 1975: Im Auftrag des Drachen (The Eiger Sanction)
- 1975: Der weiße Hai (Jaws)
- 1978: Der weiße Hai 2 (Jaws 2)
- 1980: Freibeuter des Todes (The Island)
- 1981: Die verrückten Nachbarn (Neighbors)
- 1982: The Verdict – Die Wahrheit und nichts als die Wahrheit (The Verdict)
- 1985: Target – Zielscheibe (Target)
- 1988: Cocoon II – Die Rückkehr (Cocoon II: The Return)
- 1989: Miss Daisy und ihr Chauffeur (Driving Miss Daisy)
- 1994: Blackout – Ein Detektiv sucht sich selbst (Clean Slate)
- 1995: Wild Bill
- 1996: Nach eigenen Regeln (Mulholland Falls)
- 1998: Deep Impact
- 1999: Ein wahres Verbrechen (True Crimes)
- 2000: Rules – Sekunden der Entscheidung (Rules of Engagement)
- 2001: Planet der Affen (Planet of the Apes)
- 2002: Die Herrschaft des Feuers (Reign of Fire)
- 2002: Road to Perdition
- 2003: Big Fish
- 2005: Charlie und die Schokoladenfabrik (Charlie and the Chocolate Factory)
- 2007: Sweeney Todd – Der teuflische Barbier aus der Fleet Street (Sweeney Todd: The Demon Barber of Fleet Street)
- 2008: Der Ja-Sager (Yes Man)
- 2010: Alice im Wunderland (Alice in Wonderland)
- 2012: Dark Shadows

## Auszeichnungen

### Oscars
- 1976: Oscar-Nominierung, Bester Film: Der weiße Hai (Jaws)
- 1983: Oscar-Nominierung, Bester Film: The Verdict – Die Wahrheit und nichts als die Wahrheit (The Verdict)
- 1990: Oscar, Bester Film: Miss Daisy und ihr Chauffeur (Driving Miss Daisy)

### Sonstige
- 1991: Irving G. Thalberg Memorial Award
- 1991: BAFTA-Nominierung
- 1998: Hollywood Film Award
- 2000: Emmy-Nominierung
- 2002: Goldene Himbeere
- 2004: BAFTA-Nominierung
- 2005: BAFTA-Children's-Award-Nominierung
- 2011: Goldene-Himbeere-Nominierung